# Omarska
Omarska var ett fångläger beläget i gruvstaden med samma namn utanför Prijedor i Bosnien och Hercegovina under Bosnienkriget. 
Omarska, som upprättades av bosnienserbiska styrkor, brukar beskrivas som det värsta lägret i området och mellan 5 000 och 7 000 bosniaker(bosniska muslimer) och kroater(bosniska katoliker) passerade lägret där många övergrepp begicks. Fångar mördades och utsattes för bl.a. tortyr sedan serbiska nationalister i april 1992 hade tagit makten och inlett en etnisk rensning av området.
Internationella krigsförbrytartribunalen för det forna Jugoslavien har funnit flera personer skyldiga till brott mot mänskligheten för de brott som begicks i Omarska. Mord, tortyr, våldtäkt och misshandel av fångar var vanligt. Bosniaker och kroater var fängslade under fruktansvärda förhållanden i lägret i cirka fem månader på våren och sommaren 1992. Hundratals dog av svält, misshandel och andra straff. FN-åklagare har jämfört lägren med de lägren som drevs av nazisterna under andra världskriget.